# رود آرچدا
رود آرچدا (انگلیسی: Archeda) یک رودخانه در استان ولگوگراد کشور روسیه است.